# Mollinedia clavigera
Mollinedia clavigera là một loài thực vật có hoa trong họ Monimiaceae. Loài này được Tul. miêu tả khoa học đầu tiên năm 1855.